# 코타이 스트립

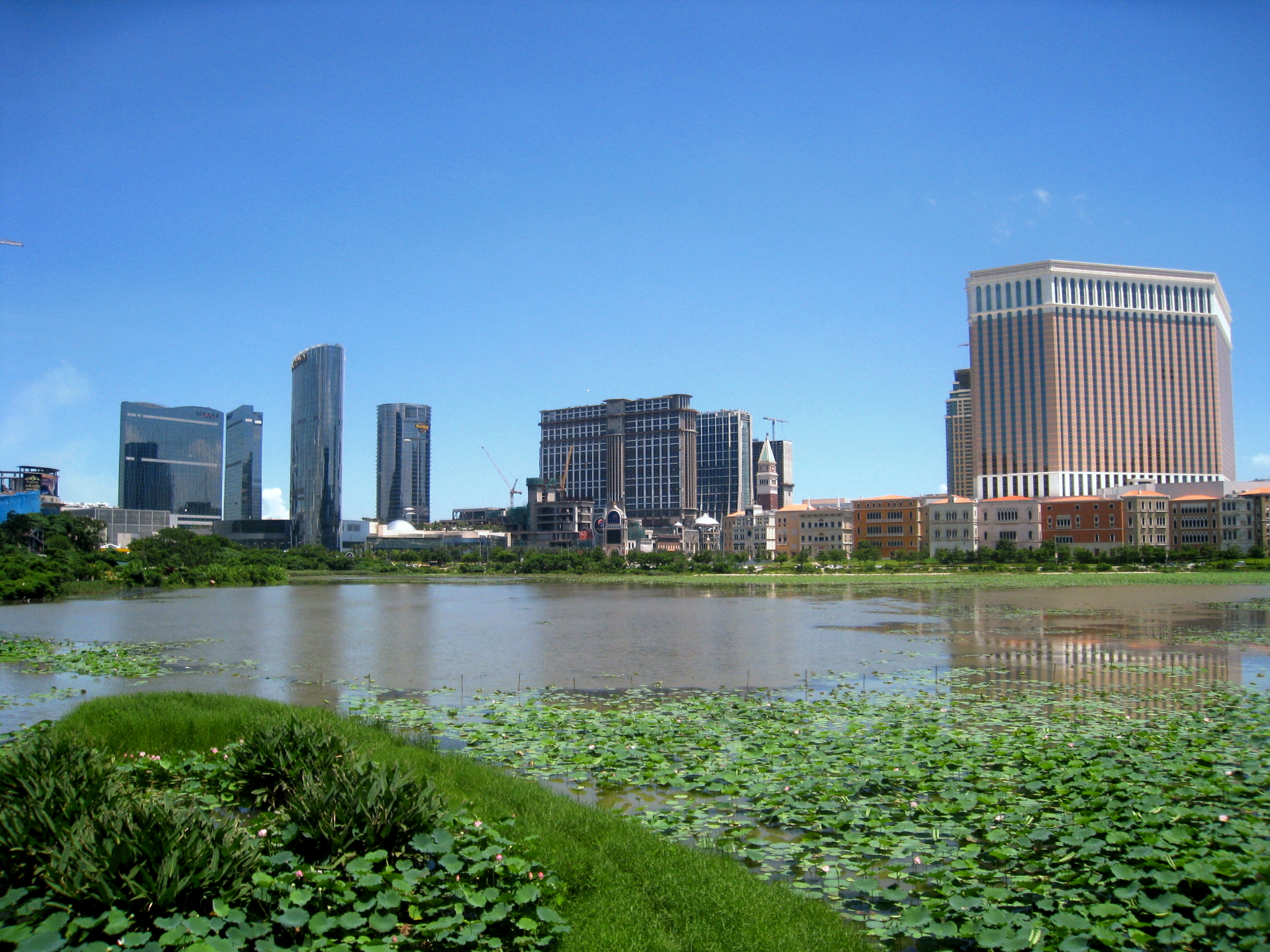
코타이 스트립

코타이 스트립(영어: Cotai Strip, 중국어: 路氹金光大道)은 마카오의 타이파섬과 콜로아느섬을 매립하여 만든 코타이 구역에 있는 호텔과 카지노 등이 들어서 있는 거리이다. 현재 베니션 마카오와 포 시즌스 호텔, 샌즈 코타이 센트럴, 시티 오브 드림스, 갤럭시 리조트 등의 호텔이 개장 상태이다.

## 같이 보기
- 코타이